# 嘯岳鼎虎
嘯岳鼎虎（しょうがくていこ、享禄元年（1528年）- 慶長4年10月5日（1599年11月22日））は、戦国時代から安土桃山時代にかけての臨済宗幻住派の僧。字は「嘯岳」、諱は「鼎虎」、別号は「万年」。安芸国の戦国大名である毛利氏と関係が深かった。

## 生涯

### 前半生
享禄元年（1528年）、筑前国博多で生まれ、博多の聖福寺の住持を務めた湖心碩鼎に師事した。
嘯岳鼎虎は明に2度渡っているが、天文年間に2度行われた遣明船に乗船してのものではない。1度目の遣明船が出発した天文8年（1539年）当時の嘯岳鼎虎は12歳でまだ幼く、2度目の遣明船が出発し航海中の天文16年（1547年）頃は畠山義忠名義の使者として朝鮮に赴いていた。そのため、嘯岳鼎虎は遣明船以外の方法で明に入国したことになる。
永禄3年（1560年）に明から帰国すると、永禄5年（1562年）に丹波国氷上郡の高源寺の第10世住持になった後に、京都の建仁寺や南禅寺を歴任した。
元亀元年（1570年）8月、正親町天皇から紫衣を賜る宣旨を拝受した。
また、毛利元就と小早川隆景の招聘を受けて安芸国賀茂郡竹原の妙法寺の住持となり、安芸国豊田郡沼田の蓮華寺の住持を兼ねた。
安芸国の戦国大名である毛利氏とも関係が深く、小早川隆景の人格形成にも大きな影響を与えたとされており、毛利元就も嘯岳鼎虎を吉田郡山城に招いて参禅し、出陣の度に戦勝の祈祷を執り行わせている。

### 毛利元就の弔い
元亀2年（1571年）6月14日に毛利元就が死去すると、同日夜に元就の遺体は毛利氏の菩提所である大通院に移された。当時の大通院の住持は浩雲周養だったが、輝元と小早川隆景は嘯岳鼎虎を吉田に招聘し、元就の葬儀の導師を務めることを依頼した。また、特に元就と師壇関係の篤かった山口国清寺の住持・竺雲恵心を招いて元就の葬儀で偈を授けてくれるよう依頼するため、6月17日に粟屋元重を山口に派遣し、山口奉行の国司就信と共に竺雲恵心との交渉に当たっている。
毛利元就の初七日である6月20日に元就の葬儀が大通院で執り行われ、嘯岳鼎虎が祭文を捧げて元就の菩提を弔い、竺雲恵心が「四海九州知有人 人生七十五煙塵 分明浄智妙円相 突出虚空大日輪」という偈を授けた。葬儀が終わると元就の遺体は吉田郡山城の西麓にある三日市において火葬され、6月24日に輝元が大通院の境内に築いた墳墓に元就の遺骨が埋葬された。その際に大庭賢兼は「法の水 手向果ても 黒衣 立はなれ憂き 墓の前かな」と詠じて追慕した。
元亀3年（1572年）春、生前の毛利元就からの依頼に基づいて、吉田郡山城内の満願寺で法華読誦千部会を催し、敵の幽魂怨霊の念を変じさせて守護の心を抱かせる供養をし、それを永遠に保持するようにした。
同年6月2日、小早川隆景が小早川氏の菩提寺である巨真寺（後の米山寺）において元就の一周忌の法会を執り行い、禅僧百余人が列席する盛大なものとなったが、この法会で嘯岳鼎虎が一周忌の香語を作成しており、その香語では元就が朝廷に正親町天皇の即位料を献納したことを讃えて、その仁政を孔子に、武威を曹操に、籌策を張良になぞらえている。また、毛利氏一門の団結と隆昌を説くと共に元就の詩歌の才を称揚し、児童や走卒であっても元就の声名を知り、士農工商の皆が元就の徳に懐き、天命として積善余慶を実現したと記している。
同年、あるいは翌天正元年（1573年）に毛利輝元が毛利元就の菩提を弔うために吉田郡山城の麓に洞春寺が建立すると嘯岳鼎虎が開山となり、洞春寺には寺領として1200石が与えられた。
天正元年（1573年）6月3日、一周忌と同じく小早川隆景が巨真寺（後の米山寺）において元就の三回忌の法会を執り行い、嘯岳鼎虎が導師を務めた。
天正4年（1576年）、小早川隆景が新高山城の南麓に匡真寺（後の宗光寺）を建立すると、嘯岳鼎虎が開山となった。
天正5年（1577年）2月、小早川隆景が匡真寺（後の宗光寺）において、元就正室である妙玖の三十三回忌と同時に元就の七回忌の法会を執り行ったが、この時も嘯岳鼎虎が導師を務め、110人の禅僧が列席して法華経一千部を読誦する盛大な法会となった。
天正15年（1587年）6月、毛利輝元が洞春寺において元就の十七回忌の法会を執り行い、嘯岳鼎虎が導師を務めた。

### 文禄の役
天正20年（1592年）4月から始まる文禄の役では小早川隆景に書記として随行し、朝鮮半島に渡海した。これは明へ渡った経験があり、儒教に詳しい能書家であった嘯岳鼎虎を、平生の親しさから隆景が現地での文化顧問として同行させたと考えられている。朝鮮に渡った嘯岳鼎虎は宍戸元続によって出された禁制の起草を行うなどの働きをすると共に、多くの典籍を集めて帰国しており、嘯岳鼎虎が持ち帰った典籍は「洞春寺開山嘯岳鼎乕禅師手沢本」として洞春寺に伝えられている。
また、文禄の役には嘯岳鼎虎も属した臨済宗幻住派と関わりのある僧が何人も関わっており、吉川広家に随行して渡海時の記録である『宿蘆稿』を記すなど朝鮮における文化工作を行っていた宿蘆俊岳や、豊臣秀吉の側近として名護屋城にも赴いていた西笑承兌などが該当する。

### 晩年
文禄4年（1595年）6月7日、毛利輝元が南禅寺の英甫永雄に執り行わせた毛利元就の二十五回忌の法会で導師を務める。
慶長4年（1599年）10月5日、安芸国高田郡吉田から広島に移転していた洞春寺において死去。享年72。
天明8年（1788年）、周防国山口に移転していた洞春寺によって、吉田郡山城跡にある毛利元就の墓所の近くに嘯岳鼎虎の墓として全高2.7mで花崗岩製の宝篋印塔が建てられた（嘯岳禅師墓）。墓の前には「洞春寺末山中」と刻まれた石灯籠が置かれている。

## 肖像画
毛利氏が周防国と長門国に減封された後に長門国萩を経て現在地の周防国山口に移転した洞春寺には嘯岳鼎虎の肖像画である「絹本着色嘯岳鼎乕像」が伝来しており、肖像画は嘯岳鼎虎が死去する前年である慶長2年（1597年）に制作されたと推定されている。
落款が無いため作者は不明であるが、両小鼻を描く筆跡から毛利氏お抱えの絵師で雲谷派の祖となった雲谷等顔による作品と推測されている。寸法は縦97.5cm、横47.5cmで、嘯岳鼎虎のややとがった頭と後頭部や、椅子の曲線などの精緻な描写が優れていると評されている。
現在は山口県立美術館に寄託されており、令和7年（2025年）3月25日に山口県指定の有形文化財に指定されている。